# Континентал
„Континентал“ (на немски: Continental AG) е компания в гр. Хановер, провинция Долна Саксония, Германия.
Тя е производител на гуми за автомобилостроенето, селското стопанство, тежкотоварни камиони и автобуси, както и изделия от гума за промишлеността. Компанията е 4-та в света по производство на гуми.
Компанията произвежда и спортни гуми за автомобилните спортове.
Continental произвежда и продава гуми за автомобили, мотоциклети, както и за велосипеди в световен мащаб. Компанията разполага и с брандове на локално ниво като General (US, Canada), Gislaved (Canada, Nordic Markets), Semperit, Euzkadi (Mexico, Latin America), Barum (EU, Russia) и др.
Клиенти на Continental са водещи марки производители на автомобили като Volkswagen, Daimler AG, Ford, Volvo, Iveco, Schmitz, Koegel, Freightliner Trucks, BMW, General Motors, Toyota, Honda, Renault, PSA и Porsche.

## История
Компанията Continental е основана в Хановер, Германия през 1871 г. като акционерно дружество под името „Continental-Caoutchouc – und Gutta-Percha Compagnie“. Фабриката произвежда меки каучукови изделия, гумени тъкани, както и твърди гуми за велосипеди и карети.
През 1898 г. първите успехи на компанията в разработката и производството се отблязват с появата на автомобилни пневматични гуми с грайфер. В самото начало на XX век гумените тъкани, произвеждани от Continental, се използват за запечатването на клетките за газ на първия създаден дирижабъл в Германия. През 1904 г. Continental се превръща в първата компания света, създала антиплъзгащи се гуми, подобни на по-късно създадените гуми с шипове. Три години по-късно – през 1907 г., Continental изобретява свалящите се джанти за туристически автомобили. През 1909 г. френският авиатор Луис Блерио е първият човек, който лети над Ламанша. Летящите повърхности на неговия моноплан са покрити със специален Continental Aeroplan материал.
В края на 20-те години на XX век компанията се слива с големите тогава фирми в каучуковата промишленост и се образува „Continental Gummi-Werke AG“.
През 1951 г. Continental стартира продукцията на стоманени транспортни ленти. През 1955 г. се превръщат в първата компания, разработила въздушни възглавници за товарни автомобили и автобуси. През 1960 г. започва серийно производство на диагонални гуми. Около 30 години по-късно – в началото на 90-е години Continental пуска на пазара и първите гуми за леки автомобили, съобразени с опазването на околната среда.
През 1995 г. компанията създава категорията Automotive Systems, която целид а засили бизнеса с автоматични системи в индустрията. През 1997 г. Continental представя ключова технология за хибридни задвижващи системи за автомобили.
В наши дни фирмата Continental се класира в топ 5 на доказани най-добри производители на гуми и автомобилни аксесоари в света. Continental произвежда гуми, спирачни системи, системи и компоненти за двигатели и шасита, апаратура, автомобилна електроника, технически еластомери и др.

## Структура на компанията
Корпорацията Континентал е разделена на две основни части – Automotive Group и Rubber Group, като се състои от 5 дивизии:
1. Шасита и Безопасност – фокусът е върху съвременни технологии за активна и пасивна безопасност на шофьора и пътниците в автомобила, както и за динамиката на превозното средство.
2. Powertrain – новаторски и ефективни решения за задвижващата система на автомобила днес и за бъдещото развитие на превозните средства от всички категории.
3. Интериор – всички дейности, свързани с представянето и управлението на информацията в превозното средство.
4. Гуми – производство на гуми за всеки тип потребност и превозно средство – от леки автомобили до товарни такива, автобуси, селскостопански машини, строителни машини, мотоциклети и велосипеди. Гумите на Continental са създадени с цел оптимално добро сцепление с пътната настилка, безопасност и стабилност на превозното средство при всякакви метеорологични условия.
5. ContiTech – разработва и произвежда функционални части, компоненти и системи за автомобилната индустрия и за други ключови индустрии.

## Мисия и визии за бъдещето на Continental
Continental – Иновативност, Динамичност, Международен успех
Continental вижда себе си като създаваща технологии, ориентирани към иновациите и като част от водещите фирми производители, които снабдяват с автомобилни гуми и аксесоари в световен мащаб. Корпорацията към момента разполага с приблизително 200 000 служители в 53 държави и генерира продажби на стойност над 34,5 билиона, отчетени за 2014 година.
През последните години корпорацията претърпява динамични промени, расте в световен мащаб и заема все по-голямо място в глобалната конкуренция.

## Гуми от Continental
Като марка с дългогодишен опит и наследство, Continental разполага с ресурси и знания, което превръща марката във водеща в производството на гуми в света за автомобилната индустрия. От Continental казват, че гумите не са от най-решаващо значение за цялостното представяне на превозното средство, но оказват голямо влияние за спирачната мощност на автомобила. Ето защо от Continental винаги се стремят да подобряват и оптимизират всеки следващ модел гуми, за да предложат на пазара отлично спиране, максимална безопасност и, разбира се, удоволствие от шофирането.
За да постигнат това, от Continental извършват непрекъснати тестове на гумите на специализирани вътрешни писти за целта (напр. има такава в близост до завода им в Хановер, наречена „Contidrom“). Пистата представлява напълно автоматизирана система за тестване на гуми, където се провеждат целогодишно тестове върху мокри и сухи пътни настилки. При тестването на висококачествените гуми, се измерва всеки един показател за безопасност при движението и аспект на представянето на гумата. Тестовете се провеждат многократно в заводи от различни точки на света, за да се гарантира, че гумите отговарят на най-високите стандарти. Едва тогава гумите се одобряват и сертифицират като оригинално оборудване, произведено от Continental. Резултатът е, че почти едно на всеки три превозни средства в Европа излиза от производствената линия с гуми от Continental.
Continental е още водещ производител на гуми за тежкотоварни превозни средства, използвани с търговска цел. Проектира модели гуми за различно приложение спрямо спецификациите на конкретното превозно средство, метеорологични условия, пътна настилка, нужди на корпоративния клиент и др.
Continental е утвърдена марка и в производството на гуми за мотоциклети. С модернизацията и развитието на технологиите в началото на XX век в Германия започва сериозна разработка на гуми, предназначени за мотоциклети, които да издържат стотици хиляди километри. В надпреварата между немските брандове се организират и състезания, като в такова състезание световният рекордьор Вилхелм Херц през 1951 г. печели надпреварата с 300 км/ч. Той кара мотоциклет с гуми от серията NSU Delfin и по този начин обезсмъртява името на Continental.
С повече от 100 години опит в разработката и производството на гуми за велосипеди, компанията Continental е водеща в нишата. Continental е единственият немски производител на гуми за велосипеди, който държи производството им в Германия. Това е силен стимул за компанията да продължи своята дейност в иновациите за постигане на по-добро представяне на гумите.

## Continental през 2016 г.
През 2016 г. компанията получава награда на изложението Автомеханика за проекта „Taraxagum – Dandelion Rubber Tires“. Това са гуми, изработени от каучук от корените на глухарче. Continental печели на градата в две категории – за иновативност и за опазване на околната среда. Чрез култивиране на руския сорт глухарче в близост до централния завод на Continental в Хановер, разстоянията през които каучукът се транспортира се намаляват до минимум и по този начин се намаляват и емисиите от въгледорден диоксид.

## Във „Формула 1“
|             | Участия | Победи | ПП | НБО | Точки | Бр. Пилоти | Бр. Отбори | Бр. Двигатели |
| Континентал | 13      | 10     | 8  | 9   | 8     | 7          | 2          | 2             |
| ----------- | ------- | ------ | -- | --- | ----- | ---------- | ---------- | ------------- |